# IC 3129
IC 3129 је појединачна звијезда у сазвјежђу Дјевица која се налази на листи објеката дубоког неба у Индекс каталогу.
Деклинација објекта је + 9° 35' 31" а ректасцензија 12h 18m 44,8s.